# Куилапам де Гереро
Куила́пам де Гереро e мексикански град в щата Оахака, намиращ се в южната половина на централната долина, на около 10 км на юг от Оахака де Хуарес, като се намира в района Вия де Саачила. Климатът на града е субтропичен, с годишни валежи през лятото и есента, а през останалото време е суша. Теренът на града е разположен в котловина със стръмни планински склонове, покрити с гъста растителност. Водата е недостатъчна и основен източник е река Атояк. Почвата е подложена на значителна ерозия. Градчето е известно с традиционните чествания на католическите светци и запазени самобитни занаяти. В древността е било част от държавите на миштеките и сапотеките.

## История

### Името на града
Градчето е основано между 1500 и 550 пр.н.е от миштеките и има миштекско име – Сааюко (Sahayuco), което ще рече „В полите на хълма“. Името Куилапам произлиза вероятно от Куаджугол (Quayugol), което ще рече „застояла вода“, или от Куитла (Cuitla) – ”мръсотия” и пам(н) (pan) – място на..., или „Мръсно място.“ Допълнението към името Куилапам – Гереро идва от името на революционера Висенте Гереро (Vicente Guerrero), разстрелян в града през 1831.

### В древността
Основаният от миштеките град се развива бурно от основаването си до началото на 7 век като полу-независим град-държава. Между 600 и 900 от н.е. е завоюван от сапотеките и е присъединен към владенията на Монте Албан. След периода на сапотекско владение изападането на Монте Албан, градът наново претърпява бурно развитие и нараства до 40 000 с процъфтяващи културно-социални традиции и институции, поради която причина испанските колонизатори основават там манастира Св. ап. Яков Зеведеев (Сантяго Апостол) през 1556-70, за да евангелизират местните индианци. Манастирският комплекс запустява през 19 век, след частичното обезселване на областта между 16 и 18 век. Руините на манастира са национален паметник и се поддържат и реставрират от Националния Институт по Антропология и История
През 1553 градът е кабесера (главен град) на община под контрола на маркиза на Оахака Ернан Кортес, който притежава четири града в околността.
Благодарение на заболявания, суша и хищническото поведение на колонизаторите, градът от 40 000 се стопява на 7000 към средата на 17 век. Градът е включен в обиколката на папа Йоан Павел Втори в Мексико през 1979.

### В съвременността
Днес градът е предимно миштекски с ярко оцветени сгради и сенчест централен площад. Загубил е колониалната си привлекателност и оживеност и населението е едва една четвърт от времето на най-голямото разрастване.

### Фестивали
Най-оживените празненства на града са между 24 и 27 януари, когато се празнува патронния светец – св. апостол Яков Зеведеев. Фестивалите са известни с танцьорите и сложните корони от пера, вкусните местни ястия – моле, тасахо, тладжудас, тамалес, и сегеса. Напитките включват оахакски шоколад, атоле, техате, орчата и агуа хамайка (от цветовете на хибискуса).

### Община
Градът е седалище на община от 35 други малки градчета и общината покрива обща площ от 49.75 кв. км.

### Население
Местното население е съставено от миштеки и сапотеки. Около 60% от хората се занимават със земеделие и животновъдство. Тук се отглеждат прасета, говеда, кози, коне, и птици. Около 10% от населението пътува дневно до Оахака, за да работи в различни предприятия или в държавната администрация. Много от екскурзоводите в Монте Албан са жители на Куилапам.